# نظرية أندرسون في الصدع

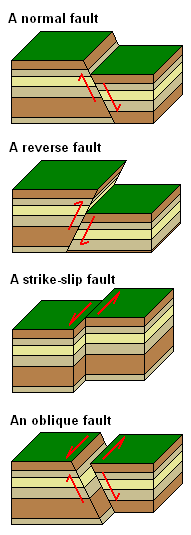
أنواع الصدع

نظرية أندرسون للصدع (Anderson's theory of faulting)، التي وضعها إرنست ماسون أندرسون في عام 1905، هي طريقة لتصنيف الصدوع الجيولوجية باستخدام الإجهاد الرئيسي.   فالصدع هو كسر في سطح الأرض يحدث عندما تنكسر الصخور تحت ضغط شديد.  حركة الصخور على طول الكسر تحدث في منطقة الصدوع. و إذا لم تحدث أي حركة، يتم وصف الكسر على أنه مفصل بدلاً من ذلك. يؤدي احتكاك كتلتين صخريتين ببعضهما البعض على طول الصدع إلى حدوث زلزال أرضي و تشوه في قشرة الأرض .  يمكن تصنيف الصدوع إلى أربعة أنواع بناءً على نوع الحركة بين الكتل الصخرية المنفصلة: عادية، معكوسة، انزلاقية، و مائلة.

## أنواع الصدوع
في حين أن هناك أربعة أنواع من الصدوع يصنفها الجيولوجيون حاليا، إلا أن نظرية الصدع التي وضعها أندرسون تركز على تفسير ثلاثة أنواع فقط: الصدع العادي، و الصدع المعكوس، و الانزلاق المفاجئ. الانزلاق هو المسافة التي تحركتها إحدى الصفيحتين على طول الأخرى. نظرًا لأنه لا يمكن معرفة ما إذا كانت إحدى الصفيحتين أو كلتيهما قد تحركت في عملية التصدع، يتم تصنيف هذه المسافة على أنها المسافة التي تحركتها إحدى الصفيحتين بالنسبة للأخرى. يتم تعريف الانحدار على أنه زاوية الصدع بالنسبة لسطح الأرض، الذي يشير إلى المستوى الذي سيحدث الانزلاق فيه. أخيرًا، في أي صدع غير عمودي، تسمى الكتلة الموجودة فوق الصدع بالحائط المعلق، بينما تسمى الكتلة الموجودة أسفله بالحائط السفلي. 

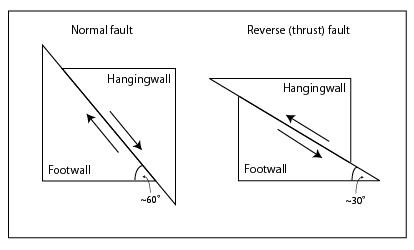
أخطاء الانزلاق الطبيعي والعكس مع جدار معلق وجدار سفلي مُسمَّى

### الصدع العادي
تحدث الصدوع العادية، وهي نوع من أنواع صدوع الانحدار و الانزلاق، عندما ينزلق الجدار المعلق إلى أسفل مستوى الانحدار. و ذلك استجابة للتوتر الذي يسبب الكسر و الامتداد التالي للصخر. شاهد الرسوم المتحركة هنا 

### الصدع المعكوس
تُعرف الصدوع العكسية أيضًا باسم صدوع الدفع( thrust faults)و هي أيضًا نوع آخر من صدوع الانزلاق والانحدار. حيث في هذه الحالة، ينزلق الجدار المعلق لأعلى مستوى الانحدار. على عكس الصدوع العادية، التي تحدث بسبب ضغط المستوى. شاهد الرسوم المتحركة هنا 

### صدوع الانزلاق المفاجئ

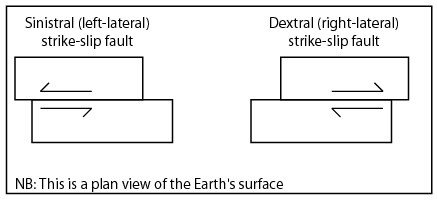
صدوع الانزلاق الجانبي

تحدث صدوع الانزلاق المفاجىء عندما تنزلق الكتل ضد بعضها البعض جانبيًا، بالتوازي مع المستوى. فيمكن ملاحظة اتجاه الانزلاق من أي جانب من الصدع، حيث تتحرك الكتلة البعيدة إلى اليسار مما يشير إلى انزلاق جانبي أيسر، و العكس يشير إلى انزلاق جانبي أيمن. شاهد الرسوم المتحركة هنا 

### صدوع مائلة
تجمع الصدوع المائلة بين الحركة الرأسية لصدوع الانزلاق الغائر والحركة الجانبية لصدوع الانزلاق المفاجئ. فيجب أن تحتوي كلاهما على مكونات انحدار وضربة كبيرة حتى يتم اعتبارها مائلة. لا تنظر نظرية أندرسون إلى الأخطاء المائلة بشكل منفصل لأنها عبارة عن مزيج من الأخطاء المحددة بالفعل.  بالإضافة إلى ذلك، فإن الصدوع المائلة لا تتبع لنظرية أندرسون لأنها تتبع نفس مخطط الضغوط الرئيسية مثل أنواع الصدع الأخرى.

## النظرية و الضغوط الأساسية

رسم تخطيطي لأنواع الصدع الثلاثة يوضح مقدار الضغوط النسبية

### الضغط
في علم الجيولوجيا، يتم تعريف الضغط على أنه القوة المطبقة على مادة ما. هناك 4 أنواع من الضغوط التي تتعرض لها الصخور. أولها عندما يتم دفع الصخرة إلى الأسفل بفعل وزن جميع الصخور التي فوقها، مما يمنعها من الحركة. يُطلق على هذه الحالة الجيولوجية اسم الضغط المحصور، و هو سائد في أعماق الأرض. و النوع الثاني هو الانضغاط. يحدث هذا عندما يتم ضغط الصخور معًا مما يؤدي إلى طيها أو كسرها تماما. في حين أن الضغك المحصور و الإجهاد الانضغاطي يتعاملان مع الصخور في حالة انضغاط، فإن الاختلاف يكمن في أن الضغط المحصور هو ضغط رأسي، مما يجعله متأثرًا بالجاذبية. ومن ناحية أخرى، فإن الانضغاط الناتج عن الضغط يؤثر أفقياً، بالتوازي مع سطح الأرض. يؤدي الجهد الناتج عن الضغط إلى انفصال الصخور عن بعضها و يرتبط بإطالة السطح. يعمل إجهاد الضغط في الاتجاه المعاكس للحركة عندما تتحرك مستويين متوازيين ضد بعضهما البعض. 

### الضغط الرئيسي
في نظرية صدع أندرسون، يُعتبر سطح الأرض عبارة عن مجموعة من المقاطع الأفقية التي تتصل لتشكل مستوى واحدًا لا يتعرض لإجهاد ضغط موازٍ لنفسه.  مع إجهاد الضغط الصفري، يتم تعظيم أو تقليل جميع اتجاهات الضغط الأخرى، مما يجعلها ضغوط رئيسية، عمودية على المستويات الرئيسية. تقوم النظرية بنمذجة الصدع من حيث الضغوط الرئيسية الثلاثة التي يشار إليها بـ σ ₁، وσ 2₂، و σ ₃. اثنان من منها أفقيان على المستوى، وواحد رأسي عمودي على المستوى، و المعروف أيضًا باسم S hmax وS hmin وS v على التوالي.  كما أن جميع الضغوط الرئيسية متعامدة على بعضها البعض. باستخدام الاتفاقية الجيولوجية، يشير σ ₁ دائمًا إلى الضغط السائد في أي صدع؛ وبالتالي، سيكون الضغط هو الذي يسبب الحركة. σ ₃ هو الضغط الذي يعارض بشكل مباشر الحركة الناتجة عن σ ₁، و بالتالي فهو أضعف ضغط رئيسي. σ 2 عمودي على كل من σ ₁ و σ ₃ وفي حالات صدوع الانزلاق المنخفض و الانزلاق الضارب لن يسبب أي حركة في اتجاهه، مما يجعله ثاني أقوى ضغط رئيسي. 

### الضغوطات الرئيسية و أنظمة الصدوع
تصنف نظرية أندرسون البيئات التكتونية إلى ثلاثة أنظمة صدع بناءً على علاقتها بالصغوط الرئيسية. نظرًا لأن σ ₁ هو الضغط الرأسي، يتم تصنيفه على أنه نظام جاذبية لأن الحركة فيه تتوافق مع قوة الجاذبية. يهيمن على هذا النظام أخطاء الانزلاق والانحدار الطبيعية. يتم تصنيف النظام الثاني σ ₃ العمودي على أنه نظام دفع. تهيمن عليه صدوع الانزلاق العكسي مع σ ₁ موازية للحركة مرة أخرى. يتميز النظام الثالث بوجود σ ₂ رأسي ويهيمن عليه كل من الصدوع الانزلاقية الجانبية اليسرى و اليمنى. 

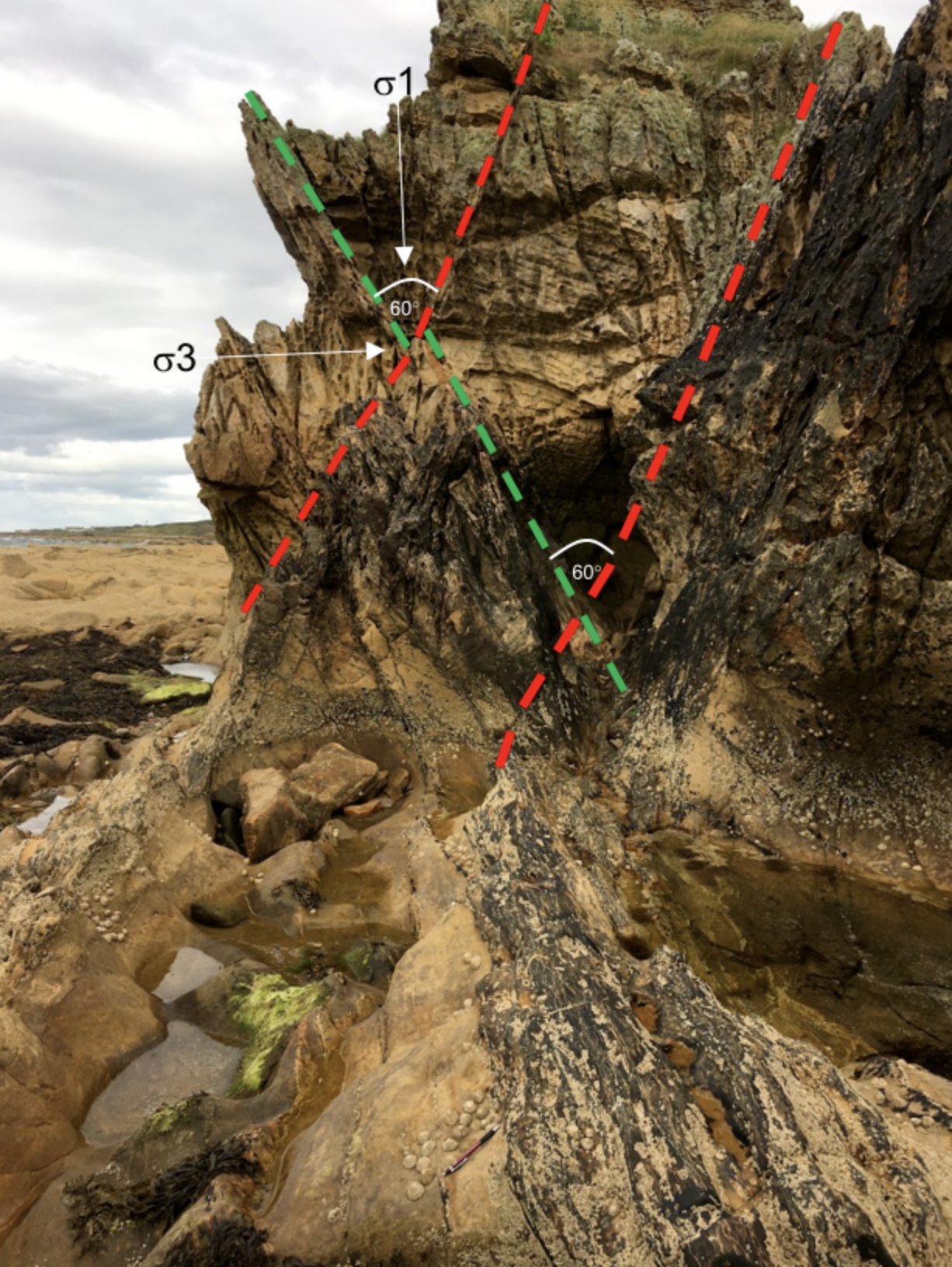
تم ملاحظة زاوية ميل الخطأ الطبيعية

## التطبيقات
و تقدم نظرية صدوع أندرسون أيضًا نموذجًا لتفسير الزلازل.  يتنبأ هذا النموذج بانحدار الصدوع وفقًا لتصنيف نظامها.  ستشارك الجدران المترافقة في أي صدع في زاوية الانحدار مع قياس تلك الزاوية من أعلى الجدار المعلق أو أسفل الجدار السفلي.  من المتوقع أن يكون لأنظمة الجاذبية زاوية ميل قدرها 60 درجة، في حين أن أنظمة الدفع لها زاوية ميل قدرها 30 درجة. تتمتع أنظمة الالتواء بزاوية ميل 90 درجة حيث لا يوجد جدار معلق.  عند الاقتراب من صدع من نوع غير معروف، يمكن استخدام هذه التنبؤات للتصنيف المحتمل للصدع. و علاوة على ذلك، عندما يكون نوع الصدع معروفًا، يمكن مقارنة القياسات الفعلية للانحدار بتنبؤات نظرية صدع أندرسون وكشف المزيد عن المشهد الجيولوجي أيضا. على سبيل المثال، فإن الصدع الطبيعي الذي يحتوي على انحدار لا يزيد عن 60 درجة من شأنه أن يشير إلى دوران الصفائح، و بالتالي إلى وجود مواد متباينة الخواص، مثل طبقة الملح، أو مستوى الضعف، وهو ما يشير إلى فرص أعلى للنشاط الجيولوجي في تلك المنطقة في المستقبل.